# Restkreis Sankt Wendel-Baumholder
| Basisdaten                                   | Basisdaten          |
| -------------------------------------------- | ------------------- |
| Bestandszeitraum                             | 1920–1937           |
| Preußische Provinz                           | Rheinprovinz        |
| Regierungsbezirk                             | Trier               |
| Verwaltungssitz                              | Baumholder          |
| Fläche                                       | 375 km² (1933)      |
| Einwohner                                    | 34.505 (1933)       |
| Bevölkerungsdichte                           | 92 Einw./km² (1933) |
| Gemeinden                                    | 68                  |
| Lage des Restkreises Sankt Wendel-Baumholder |                     |
|                                              |                     |

Der Restkreis Sankt Wendel-Baumholder (amtlich: „Kreis Sankt Wendel-Baumholder (Rest)“) war von 1920 bis 1937 ein Landkreis im Regierungsbezirk Trier der preußischen Rheinprovinz. Sein Gebiet gehört heute im Wesentlichen zum Landkreis Birkenfeld in Rheinland-Pfalz und zum Landkreis St. Wendel im Saarland. Der Kreissitz war in Baumholder.

## Geschichte
Der Restkreis Sankt  Wendel-Baumholder war jener Teil des Kreises Sankt Wendel, der nach der Abtrennung des Saargebiets 1920 aufgrund der Bestimmungen des Versailler Vertrags beim Deutschen Reich verblieb. Er umfasste unter anderem die Bürgermeistereien Baumholder, Burg Lichtenberg, Grumbach und Sien sowie die Orte Haupersweiler, Gehweiler, Grügelborn, Leitersweiler, Oberkirchen und Reitscheid. Am 1. April 1937 wurde der Kreis Sankt Wendel-Baumholder in den gleichzeitig neugebildeten Kreis Birkenfeld eingegliedert, der dem Regierungsbezirk Koblenz in der preußischen Rheinprovinz angehörte. Nach dem Zweiten Weltkrieg wurden schließlich wieder die Gemeinden Freisen, Gehweiler, Grügelborn, Haupersweiler, Leitersweiler, Oberkirchen, Reitscheid und Schwarzerden, die bis 1937 zum Restkreis gehört hatten, aus dem Landkreis Birkenfeld in den saarländischen Landkreis Sankt Wendel umgegliedert.

## Einwohnerentwicklung
| Einwohner                         | 1925   | 1933   |
| --------------------------------- | ------ | ------ |
| Restkreis Sankt Wendel-Baumholder | 32.455 | 34.505 |

Einwohnerzahlen der Gemeinden mit mehr als 1000 Einwohnern (Stand 1933):
| Baumholder, Stadt | 2.293 |
| Freisen           | 1.936 |
| Heimbach          | 1.310 |
| Nahbollenbach     | 1.480 |
| Oberkirchen       | 1.646 |
| Pfeffelbach       | 1.042 |
| Weierbach         | 1.838 |

## Landräte
- 1920:–000000 Hans Marzen (vertretungsweise)
- 1920:–000000 Maximilian von Mirbach (vertretungsweise)
- 1920–1933:00 Otto Hoevermann (DVP)
- 1933–1937:00 Karl Burghof

## Gemeinden
Dem Kreis gehörten eine Stadt und 67 weitere Gemeinden an:
| - Aulenbach - Ausweiler - Baumholder, Stadt - Berglangenbach - Berschweiler - Breungenborn - Buborn - Deimberg - Dickesbach - Eckersweiler - Ehlenbach - Erzweiler - Fohren-Linden - Frauenberg - Freisen - Frohnhausen - Gehweiler | - Grügelborn - Grumbach - Grünbach - Hahnweiler - Hammerstein - Haupersweiler - Hausweiler - Heimbach - Herren-Sulzbach - Homberg - Ilgesheim - Kappeln - Kefersheim - Kirchenbollenbach - Kirrweiler - Langweiler - Leitersweiler | - Leitzweiler - Mambächel - Merzweiler - Mettweiler - Mittelbollenbach - Mittelreidenbach - Nahbollenbach - Niederalben - Niedereisenbach - Oberjeckenbach - Oberkirchen - Oberreidenbach - Offenbach am Glan - Pfeffelbach - Reichenbach - Reichweiler - Reitscheid | - Rohrbach - Ronnenberg - Rückweiler - Ruschberg - Ruthweiler - Schmidthachenbach - Schwarzerden - Sien - Sienerhöfe - Sienhachenbach - Thallichtenberg - Unterjeckenbach - Weierbach - Wickenhof - Wieselbach - Wiesweiler - Zaubach |